# Břeclav
Břeclav (tyska: Lundenburg, polska: Brzecław, ungerska: Leventevár) är en stad i Södra Mähren i Tjeckien, belägen ungefär 55 kilometer sydöst om Brno. Den är belägen vid gränsen till Niederösterreich i Österrike vid Dyjefloden. Närmsta större ort i Österrike är Hohenau an der March. Břeclav ligger 10 kilometer nordväst om Slovakiens gräns vid Kúty. Per den 1 januari 2016 hade staden 24 941 invånare.

## Vänorter
- Zwentendorf, Österrike
- Trnava, Slovakien
- Brezová pod Bradlom, Slovakien
- Andrychów, Polen
- Šentjernej, Slovenien
- Nový Bor, Tjeckien